# Progressiv uppenbarelse
Progressiv uppenbarelse är ett grundbegrepp i bahá'í-tron. Det innebär, enligt Bahá'u'lláh, att genomgripande och gradvis ökande information stegvis uppenbaras för mänskligheten av Gud. 

## Uppenbarelse genom gudsmanifestationer
Den kunskap som Gud stegvis överför till mänskligheten är andlig till sin natur, men den påverkar utvecklingen på en rad andra områden, som förståelse, moral, människosyn, samhällssyn, samhällsbyggnad, kultur, relationer, lärande m.m. Guds budbärare för att ge människorna ny religiös kunskap kallas i bahá'í-terminologin för Gudsmanifestationer. Under alla tider har dessa, de mest gudomliga och gåtfulla bland människor, framträtt med en undervisning skräddarsydd för att passa behoven i den tid och på den plats där de har framträtt.  Så långt tillbaka i tiden som historien känner till har, med några århundradens mellanrum en stor Gudsmanifestation framträtt. Det gemensamma för de mest namnkunniga bland dessa – Krishna, Zarathustra, Moses, Buddha, Jesus och Muhammed– är att de grundat uppenbarelsereligioner, haft stort inflytande över mänsklighetens fostran samt enhälligt bedyrat att deras ord och handlingar inte kommer från dem själva utan att de är redskap för att överbringa helig kunskap, något högre än vad som varit känt förut.
Báb (1819 – 1850) och Bahá'u'lláh (1817 – 1892) är, enligt bahá'í-tron, de två senaste Gudsmanifestationerna. En parallell progressiv utveckling pågår på vetenskapens, medicinens och teknologins områden. Även här framträder med mellanrum briljanta vetenskapsmän vars rön eller upptäckter gör att vetenskapen och dess tillämpning i samhället tar jättekliv framåt. Bahá'u'lláh påvisade denna likhet, att mänsklighetens samlade kunskap om både religionen och vetenskapen hela tiden byggs på, och att detta ofta sker språngvis. Dessutom behöver vetenskapen religionen liksom religionen behöver vetenskapen. 'Abdu'l-Bahá liknade ofta mänskligheten och dess mognad vid en örn som nu är flygfärdig. Örnen kan nu på trons och förnuftets vingar sväva ut i andlighetens och kunskapens högre rymder; mänskligheten står på tröskeln till en ny världsordning av fred och rättvisa. Men örnens vingar – vetenskapen och religionen – måste fungera i fullständig överensstämmelse och samverkan. Den kan inte flyga med endast en vinge. Om den försöker flyga enbart med religionens vinge, kommer den att landa i vidskepelsens träsk och om den försöker flyga enbart med vetenskapens vinge, kommer den att hamna i materialismen hemska moras".

## Kristendomen
Den dominerande kristna uppfattningen är att hela uppenbarelsen är given genom Evangeliet och Kristus; i och med Jesus uppenbarelse, Paulus uttolkningar och Nya Testamentets sista mening är allting sagt. 
Ändå förekommer bland kristna, till exempelinom trosrörelsen, uppfattningen att Gud ändå kan ge mindre (icke normerande) uppenbarelser till personer. Enligt viss kristen uppfattning är Guds budskap till mänskligheten inte avslutat i och med Bibeln, utan det fortskrider hela tiden. 